# Kofri
Kofri är en bergstopp i republiken Island. Den ligger i regionen Västfjordarna, 220 km norr om huvudstaden Reykjavík. Toppen på Kofri är 636 meter över havet.
Trakten runt Kofri är nära nog obefolkad, med mindre än två invånare per kvadratkilometer. Närmaste större samhälle är Ísafjörður, nära Kofri. Trakten runt Kofri består i huvudsak av gräsmarker.